# Moenkhausia hemigrammoides
Moenkhausia hemigrammoides is een straalvinnige vissensoort uit de familie van de karperzalmen (Characidae). De wetenschappelijke naam van de soort is voor het eerst geldig gepubliceerd in 1965 door Géry.
De vis lijkt uiterlijk bijzonder veel op de vinstreepzalm Hemigrammus unilineatus. De zijlijn loopt bij M. hemigrammoides echter door over het hele lichaam en houdt niet halverwege op.